# Karl Gröppel
Karl Gröppel (* 11. März 1883 in Beuthen, Oberschlesien; † 4. Juli 1967 in Bochum) war ein deutscher Unternehmer und Kunstsammler.
Gröppel übernahm nach dem Tod seines Vaters Franz Gröppel die Maschinenfabrik Fr. Gröppel, C. Lührigs Nachf., die 1930 durch die Westfalia-Dinnendahl AG übernommen wurde. Er wurde technischer Vorstand. Seine Kunstsammlung wurde später vom Dortmunder Museum Ostwall erworben und 1958 erstmals gezeigt.